# Tiếng Enets
Tiếng Enets là một ngôn ngữ Samoyed sắp biến mất của miền bắc Xibia, tại vùng hạ lưu sông Enisei dọc biên giới huyện Taimyr, một địa giới hành chính của Krasnoyarsk Krai, Liên bang Nga. Có chừng 10 người nói lưu loát; còn tổng số người nói là hơn 40. Tất cả người nói đều từ 50 tuổi trở lên. Thống kê dân số cho thấy hiện còn 260 người Enets. Tiếng Enets thuộc nhánh bắc của ngữ chi Samoyed, một nhánh của ngữ hệ Ural.

## Chữ viết
Tiếng Enets được viết bằng bảng chữ cái Kirin. Nó có những kí tự không có trong bảng chữ cái tiếng Nga gồm ԑ, ӈ, and ҫ.
| А а | Б б | В в | Г г | Д д | Е е | Ё ё | Ԑ ԑ |
| Ж ж | З з | И и | Й й | К к | Л л | М м | Н н |
| Ӈ ӈ | О о | П п | Р р | С с | Ҫ ҫ | Т т | У у |
| Ф ф | Х х | Ц ц | Ч ч | Ш ш | Щ щ | ъ   | Ы ы |
| ь   | Э э | Ю ю | Я я |     |     |     |     |

Dạng viết của tiếng Enets hình thành vào thập niên 1980 và đã được dùng để in một số sách. Vào thập niên 1990 từng có một tờ báo tiếng Enets, Советский Таймыр (Soviet Taimyr).